# Chincheros (provincie)
Chincheros is een provincie in de regio Apurímac in Peru. De provincie heeft een oppervlakte van 1.242,33 km² en heeft 58.682 inwoners (2015). De hoofdplaats van de provincie is het district Chincheros.
De provincie grenst in het noorden en het westen aan de regio Ayacucho en in het oosten en het zuiden aan de provincie Andahuaylas.

## Bestuurlijke indeling
De provincie is onderverdeeld in elf districten, UBIGEO tussen haakjes:
- (030602) Anco-Huallo
- (030601) Chincheros, hoofdplaats van de provincie
- (030603) Cocharcas
- (030610) El Porvenir
- (030604) Huaccana
- (030611) Los Chankas
- (030605) Ocobamba
- (030606) Ongoy
- (030608) Ranracancha
- (030609) Rocchacc
- (030607) Uranmarca

Abancay · Andahuaylas · Antabamba · Aymaraes · Chincheros · Cotabambas · Grau